# Elisabeth Charlotte van de Palts (1597-1660)

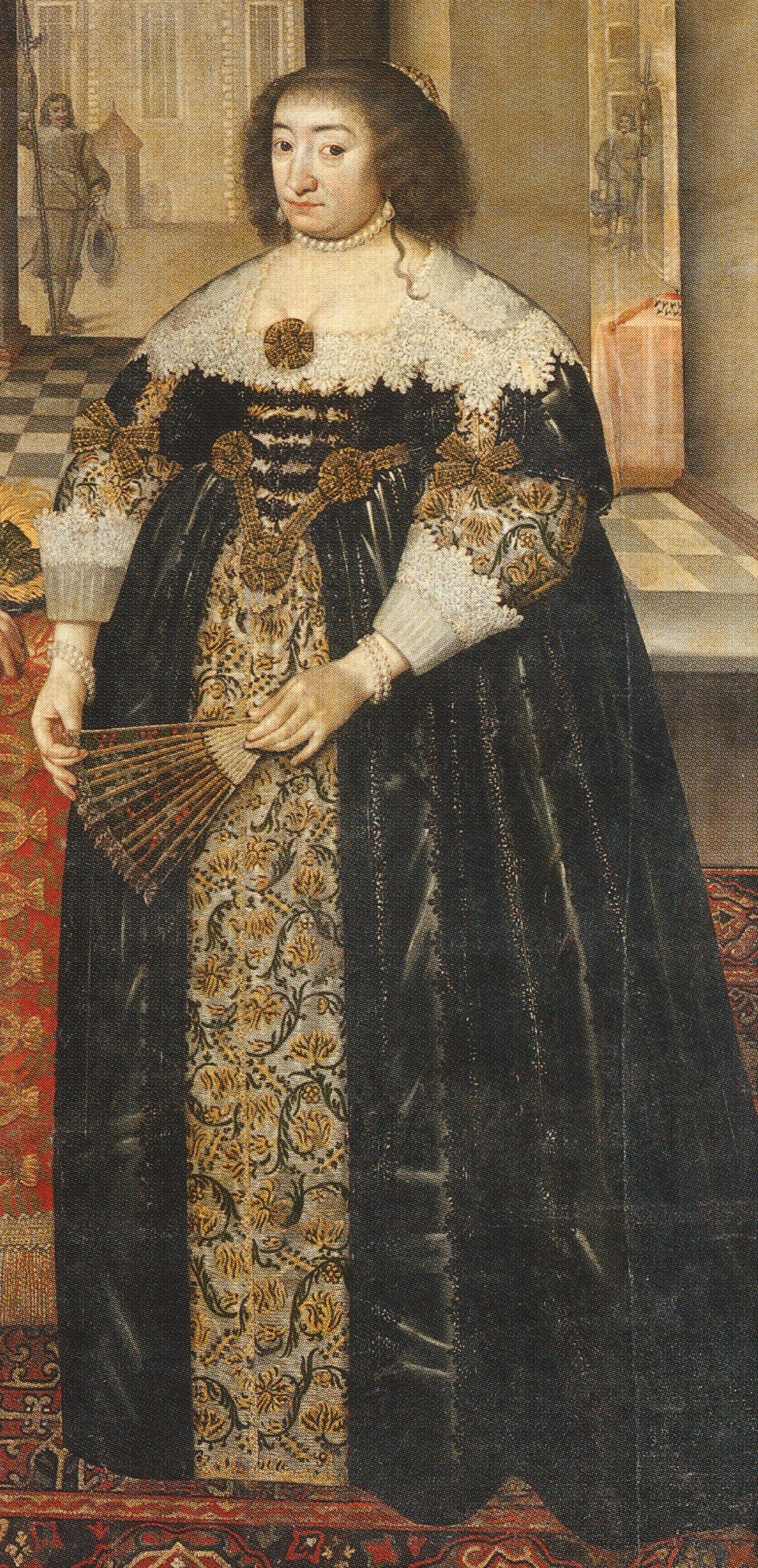
Elisabeth Charlotte van de Palts.

Elisabeth Charlotte van de Palts (Neumarkt in der Oberpfalz, 19 november 1597 – Crossen an der Oder, 26 april 1660) was van 1619 tot 1640 keurvorstin van Brandenburg en hertogin van Pruisen. Ze behoorde tot het Huis Palts-Simmern.

## Levensloop
Elisabeth Charlotte was een dochter van keurvorst Frederik IV van de Palts en Louise Juliana van Nassau, dochter van prins Willem van Oranje. Op 24 juli 1616 huwde ze met Georg Willem van Brandenburg (1595-1640), die in 1619 zijn vader Johan Sigismund opvolgde als keurvorst van de Palts en hertog van Pruisen.
Hoewel ze eigenlijk niet echt geïnteresseerd was in politieke zaken, speelde ze een belangrijke rol in de interne aangelegenheden van het keurvorstendom. Zo verzette ze zich samen met de protestantse hofpartij zonder succes tegen de pro-Habsburg en katholieke minister van haar man, Adam von Schwarzenberg. Omdat haar man Georg Willem gold als een zwakke en wankelmoedige heerser, kon ze ervoor zorgen dat haar broer Frederik V van de Palts, die tijdens de Boheemse Opstand tot koning van Bohemen verkozen werd en zo mee de Dertigjarige Oorlog veroorzaakte, na diens nederlaag in de Slag op de Witte Berg aanvankelijk bescherming kreeg in het Brandenburgse Küstrin. Hierdoor ging Brandenburg toenemend in oppositie tegen het Huis Habsburg.
Na het overlijden van haar echtgenoot in 1640 trok Elisabeth Charlotte zich terug in haar weduwegoed in Crossen an der Oder. Het was daar dat ze in april 1660 op 62-jarige leeftijd stierf. Ze werd bijgezet in de crypte van het Huis Hohenzollern in de Dom van Berlijn.

## Nakomelingen
Elisabeth Charlotte en Georg Willem kregen vier kinderen:
- Louise Charlotte (1617-1676), huwde in 1645 met hertog Jacob Kettler van Koerland
- Frederik Willem (1620-1688), keurvorst van Brandenburg en hertog van Pruisen
- Hedwig Sophie (1623-1683), huwde in 1649 met landgraaf Willem VI van Hessen-Kassel
- Johan Sigismund (1624-1624)

## Voorouders
| Voorouders van Elisabeth Charlotte van de Palts | Voorouders van Elisabeth Charlotte van de Palts                                    | Voorouders van Elisabeth Charlotte van de Palts                                    | Voorouders van Elisabeth Charlotte van de Palts                                   | Voorouders van Elisabeth Charlotte van de Palts                                   | Voorouders van Elisabeth Charlotte van de Palts                                   | Voorouders van Elisabeth Charlotte van de Palts                                   | Voorouders van Elisabeth Charlotte van de Palts                                     | Voorouders van Elisabeth Charlotte van de Palts                                     |
| ----------------------------------------------- | ---------------------------------------------------------------------------------- | ---------------------------------------------------------------------------------- | --------------------------------------------------------------------------------- | --------------------------------------------------------------------------------- | --------------------------------------------------------------------------------- | --------------------------------------------------------------------------------- | ----------------------------------------------------------------------------------- | ----------------------------------------------------------------------------------- |
| Overgrootouders                                 | Frederik III van de Palts (1515-1576) x Maria van Brandenburg-Kulmbach (1519-1567) | Frederik III van de Palts (1515-1576) x Maria van Brandenburg-Kulmbach (1519-1567) | Filips I van Hessen (1504-1567) x Christina van Saksen (1505-1549)                | Filips I van Hessen (1504-1567) x Christina van Saksen (1505-1549)                | Willem I van Nassau-Dillenburg (1487-1559) x Juliana van Stolberg (1506-1580)     | Willem I van Nassau-Dillenburg (1487-1559) x Juliana van Stolberg (1506-1580)     | Lodewijk III van Bourbon-Vendôme (1513-1582) x Jacqueline de Longwy (ca. 1520-1561) | Lodewijk III van Bourbon-Vendôme (1513-1582) x Jacqueline de Longwy (ca. 1520-1561) |
| Grootouders                                     | Lodewijk VI van de Palts (1539-1583) ∞ 1561 Elisabeth van Hessen (1539-1582)       | Lodewijk VI van de Palts (1539-1583) ∞ 1561 Elisabeth van Hessen (1539-1582)       | Lodewijk VI van de Palts (1539-1583) ∞ 1561 Elisabeth van Hessen (1539-1582)      | Lodewijk VI van de Palts (1539-1583) ∞ 1561 Elisabeth van Hessen (1539-1582)      | Willem I van Oranje-Nassau (1533-1584) ∞ 1598 Charlotte van Bourbon (1547-1582)   | Willem I van Oranje-Nassau (1533-1584) ∞ 1598 Charlotte van Bourbon (1547-1582)   | Willem I van Oranje-Nassau (1533-1584) ∞ 1598 Charlotte van Bourbon (1547-1582)     | Willem I van Oranje-Nassau (1533-1584) ∞ 1598 Charlotte van Bourbon (1547-1582)     |
| Ouders                                          | Frederik IV van de Palts (1574-1610) ∞ 1593 Louise Juliana van Nassau (1576-1644)  | Frederik IV van de Palts (1574-1610) ∞ 1593 Louise Juliana van Nassau (1576-1644)  | Frederik IV van de Palts (1574-1610) ∞ 1593 Louise Juliana van Nassau (1576-1644) | Frederik IV van de Palts (1574-1610) ∞ 1593 Louise Juliana van Nassau (1576-1644) | Frederik IV van de Palts (1574-1610) ∞ 1593 Louise Juliana van Nassau (1576-1644) | Frederik IV van de Palts (1574-1610) ∞ 1593 Louise Juliana van Nassau (1576-1644) | Frederik IV van de Palts (1574-1610) ∞ 1593 Louise Juliana van Nassau (1576-1644)   | Frederik IV van de Palts (1574-1610) ∞ 1593 Louise Juliana van Nassau (1576-1644)   |
| Elisabeth Charlotte van de Palts (1597-1660)    |                                                                                    |                                                                                    |                                                                                   |                                                                                   |                                                                                   |                                                                                   |                                                                                     |                                                                                     |